# Giezi

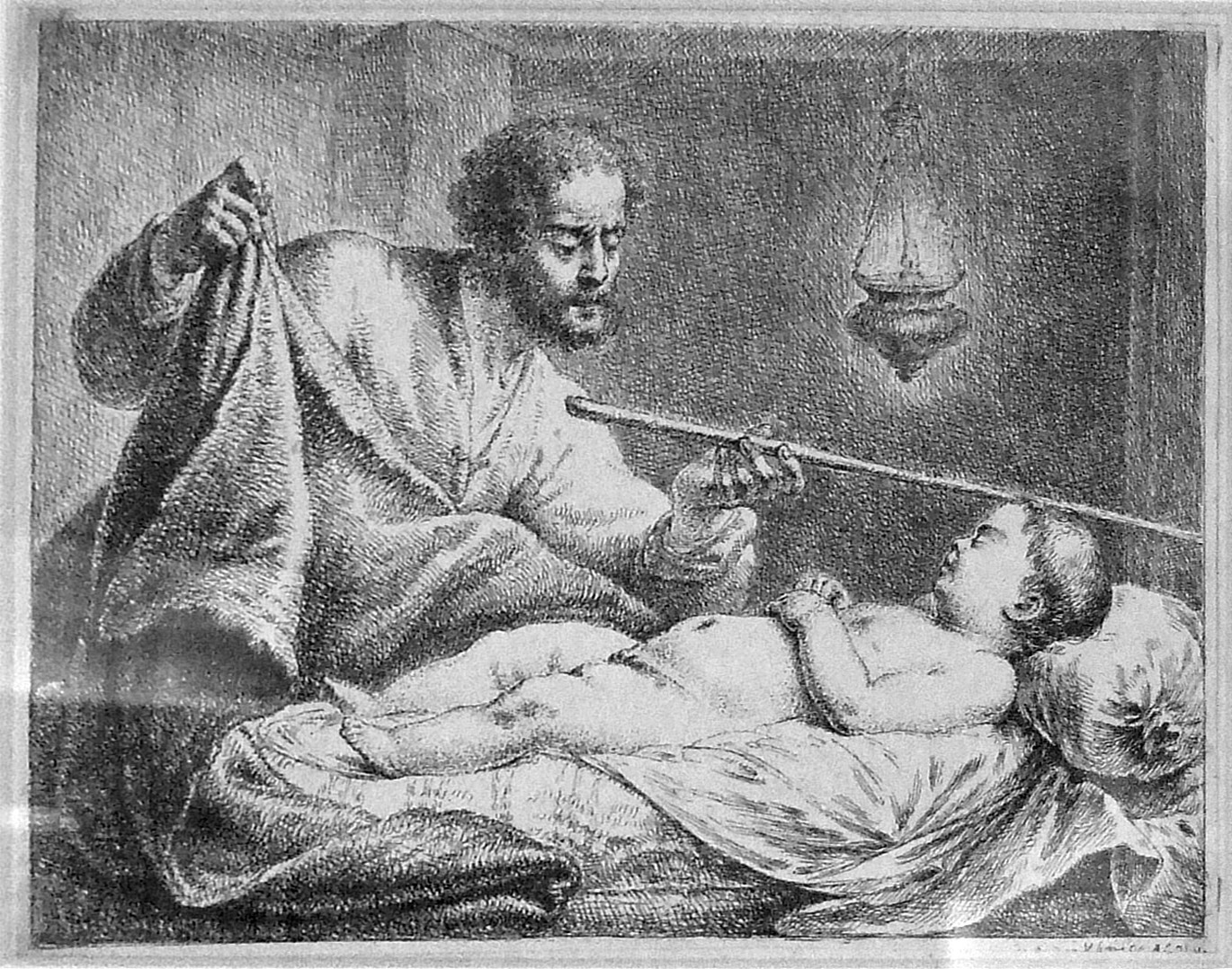
Giezi despertando al hijo de la Sunamita con la vara de Eliseo

Del Hebreo Gêja5î, significa "valle de la visión (vista)". 
Giezi o Guejazi es un Personaje bíblico del Antiguo Testamento, servidor del Profeta Eliseo.
Se constituye en un ejemplo del castigo a la avaricia y la mentira al llegar a padecer la lepra de la que fue curado el general sirio Naamán (2º libro de Reyes 5.27) 
Inicialmente este personaje era mostrado con un cariz positivo cuando mostró simpatía por la mujer sunamita que no tenía hijos (2 R. 4:14), y cuando se mostró celoso por el honor del profeta, al considerar que no se le mostraba suficiente respeto (v 27) 
Aunque en el segundo libro de reyes vuelve a aparecer en un capítulo posterior (Reyes 2, cap. 8, 4-6), según algunos comentaristas es probable que el episodio acontecido tras la hambruna de siete años, en el que Giezi interviene ante el rey de Israel describiendo las maravillas realizadas por su amo Eliseo, se produjeron antes que su contagio de la lepra.